# Dothiora taxicola
Dothiora taxicola är en svampart som först beskrevs av Pier Andrea Saccardo, och fick sitt nu gällande namn av M.E. Barr 1972. Dothiora taxicola ingår i släktet Dothiora och familjen Dothioraceae.   Inga underarter finns listade i Catalogue of Life.